# Fletcher School of Law and Diplomacy
La Fletcher School of Law and Diplomacy, també anomenada simplement The Fletcher School, és la universitat més antiga dels Estats Units dedicada exclusivament a estudis de post-grau en relacions internacionals. És una de les vuit facultats que formen la Universitat Tufts.

## Història
La Fletcher School va ser fundada l'any 1933 en memòria d'Austin Barclay Fletcher, que havia més de $3 milions a la Universitat Tufts en morir l'any 1923. Una tercera part havia de ser destinada a l'establiment d'una escola de dret i diplomàcia per a la preparació de futurs diplomats i per a l'ensenyament de matèries de relacions internacionals. L'escola es va establir com a projecte col·laboratiu entre la Universitat Harvard i la Universitat Tufts. Amb els anys, la Universitat Tufts va passar a ser l'única responsable de l'administració de l'escola, però la Fletcher School ha continuat cooperant amb altres universitats. A més de diversos programes conjunts, els estudiants de Fletcher poden matricular-se a classes de la MIT, la Kennedy School of Government de Harvard, i la Harvard Business School.

## Antics alumnes notables
- Juan Manuel Santos, Ministre de Defensa de Colòmbia
- Antoinette Sayeh, Ministre de Finances de Libèria
- Barbara Bodine antic ambaixador dels EUA al Iemen, i coordinador de l'Iraq central
- Bill Richardson, governador de l'estat de Nou Mèxic, antic Secretari d'energia dels Estats Units d'Amèrica i ambaixador a les Nacions Unides
- Costas Karamanlis, Primer Ministre de Grècia
- Cynthia McKinney, membre del Congrés dels EUA
- Daniel Patrick Moynihan, senador dels EUA, ambaixador a les Nacions Unides
- David Kennedy, professor a la facultat de Dret de la Universitat Harvard
- Elin Suleymanov, cònsol General de l'Azerbaidjan a Los Angeles, EUA
- Ismat Jahan, ambaixador i Representant Permanent de Bangladesh a les Nacions Unides
- Jeffrey D. Feltman, ambaixador dels EUA al Líban
- John E. Herbst, ambaixador dels EUA a Ucraïna i a l'Uzbekistan
- Juan Fernando López Aguilar, Ministre de Justícia d'Espanya
- Klaus Scharioth, ambaixador d'Alemanya als EUA